# Viðarlundin í Kunoy

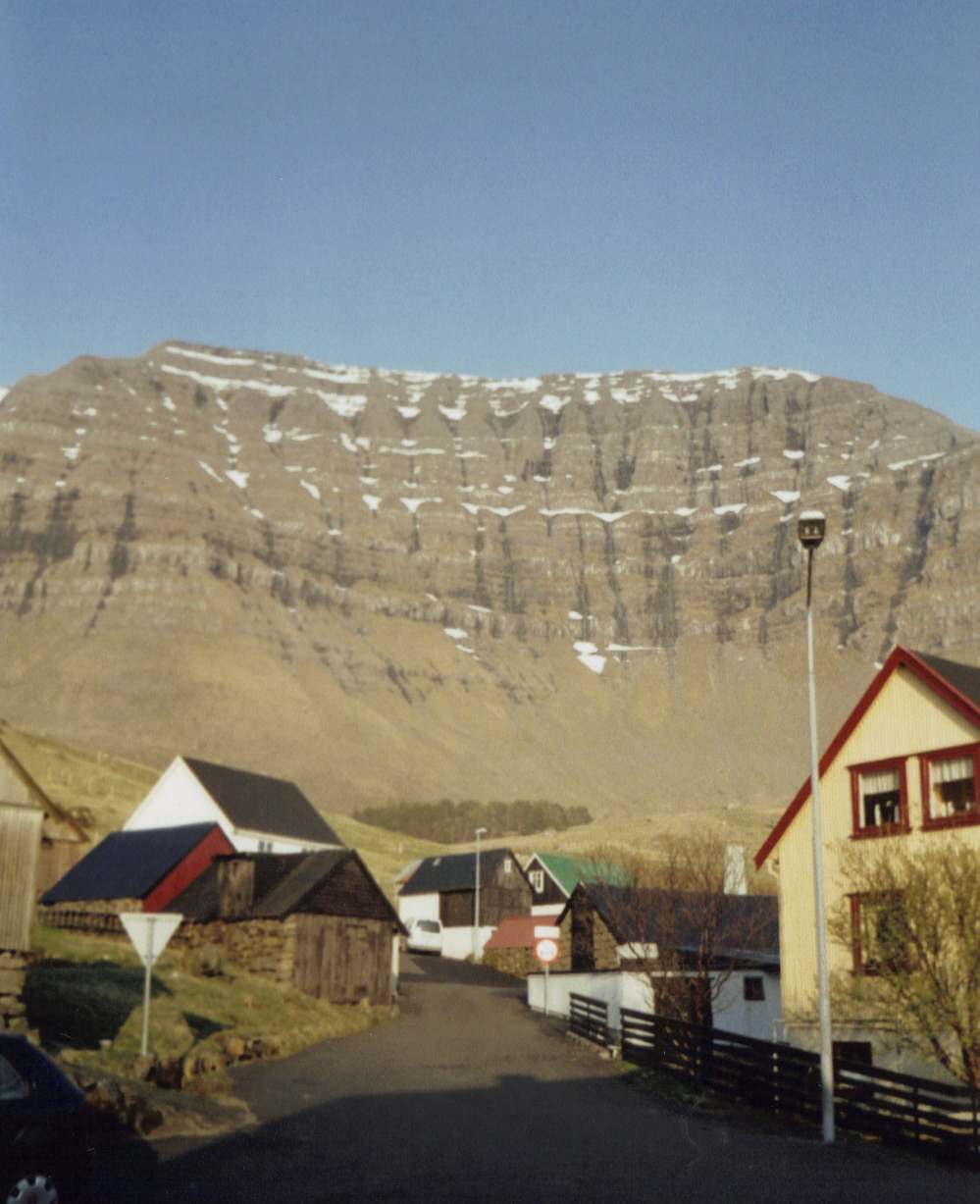
Il boschetto visto dal villaggio.

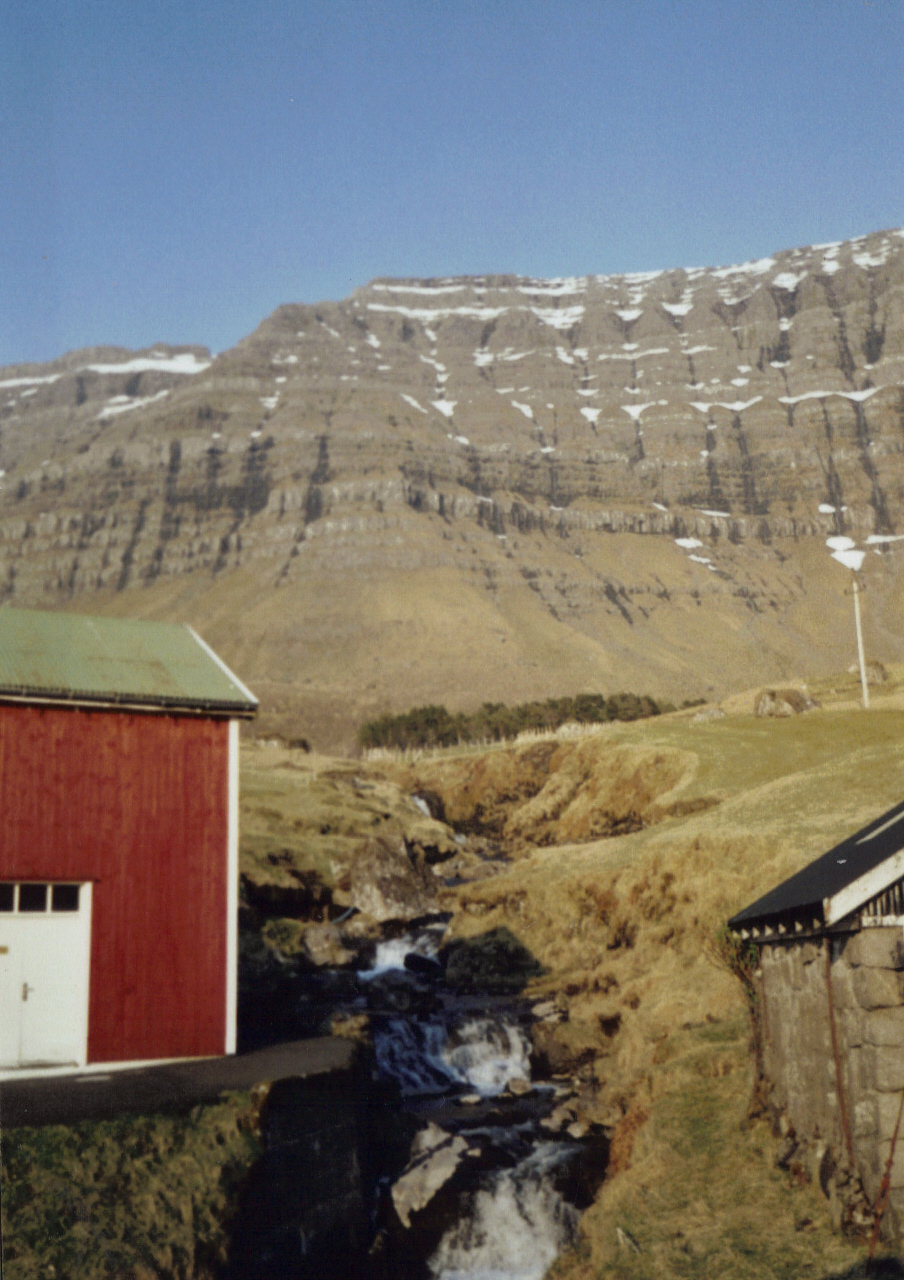
Vista del ruscello Myllá in discesa dal bosco.

Viðarlundin í Kunoy è il nome in lingua faroese di una piccola area boschiva vicino al villaggio di Kunoy che sorge sull'omonima isola, parte dell'arcipelago delle Fær Øer. La parola faroese viðarlund significa letteralmente "boschetto", ma è poco usata alle Fær Øer, in quanto soltanto lo 0,06% del territorio ne è ricoperto.
Oggi vi crescono principalmente frassini, betulle e abeti rossi ed è ubicato poco sopra il corso del torrente Myllá, ma i primi alberi nella zona furono piantati già nel 1914, per poi essere spostati dalla comunità locale nel 1949. Il piano originale era di piantare 17.000 m² di alberi, mentre oggi l'area raggiunge un'estensione pari a 7.829 m².
Le isole Fær Øer, con il loro clima umido e ventilato, sono poco adatte alla crescita degli alberi perché il terreno del suolo è relativamente sottile e fornisce alle radici degli alberi poco sostegno. Non è raro infatti che forti venti sradichino gli alberi, resi ancora più fragili dai lunghi e freddi mesi invernali. Il Viðarlundin í Kunoy è una delle attrazioni del villaggio di Kunoy e, come tutti i boschi o i parchi faroesi al di fuori della capitale Tórshavn, è recintato per proteggere gli alberi dalle pecore in cerca di cibo.